# Gone - Passaggio per l'inferno
Gone - Passaggio per l'inferno (Gone) è un film del 2007 diretto da Ringan Ledwidge.
Il film ricorda molto un altro horror britannico-australiano, Wolf Creek, uscito due anni prima, anche se la storia qui è ripresa più come thriller psicologico.

## Trama
Alex e Sophie, una giovane coppia inglese, si trovano in Australia per un viaggio. Lì incontrano Taylor che si offre di ospitarli nella sua auto per un viaggio nell'entroterra australiano. Ma ben presto scopriranno che non ha buone intenzioni.